# Rua da Saudade
Rua da Saudade é um grupo de homenagem ao poeta José Carlos Ary dos Santos, formado em Portugal no ano de 2009 pelas cantoras Mafalda Arnauth, Susana Félix, Viviane e Luanda Cozetti. Seguindo o exemplo das bandas Hoje e Humanos, o grupo presta tributo a uma personalidade que já faleceu. Conta com um álbum editado, Canções de Ary dos Santos de 2009.

## Biografia
No ano de 2009, em que se assinalavam os 25 anos da morte de um dos poetas portugueses mais destacados, o produtor Renato Jr. teve a ideia de criar um projecto para homenagear José Carlos Ary dos Santos. A escolha acabou por recair sobre Mafalda Arnauth, Susana Félix, Viviane e Luanda Cozetti.

## Ao vivo
O grupo actuou no Coliseu de Lisboa a 19 de Março de 2010 e no Coliseu do Porto a 27 de Março de 2010.

## Discografia

### Álbuns de estúdio
| Ano  | Detalhes                                                                              |
| ---- | ------------------------------------------------------------------------------------- |
| 2009 | Canções de Ary dos Santos - Lançamento: 9 de Novembro de 2009 - Editora: Farol Música |